# Йовчо Йовчев
Йовчо Смилов Йовчев е български геолог и политик. Академик на БАН.

## Биография
Роден на 15 юли 1902 г. в с. Мъглиж, Казанлъшко. Участник в Септемврийското въстание през 1923 г. Осъден по ЗЗД. След освобождаване от затвора емигрира последователно в Турция и СССР.
Учи в Института по приложна минералогия (ИПМ, 1926). Завършва геолого-проучвателния факултет на МГА Московската планинска академия (1931). През 1931 – 1932 г. под негово ръководство се водили успешни търсения на редки метали и други полезни изкопаеми в различни райони на СССР. На Колския полуостров – циркон, в Средна Азия – уран и радий, в Южен Урал – монацит, уран, торий и злато. Ръководи в източното Задбайкалие голяма комплексна експедиция по проучването на залежи на монацит. През 1933 – 1934 г. ръководи съвместна експедиция на ИПМ и Всеруския научноизследователски геологичен институт (ВСЕГЕИ) в Задбайкалието, Алтай и Западен Саян. Открити са залежи на тантал, ниобий, волфрам. В специалния сектор на Държавния геологически университет ръководи секция на редките, разпръснати и радиоактивни елементи.
По време на Сталинските репресии е арестуван през 1937 г. Осъден на 25 май 1938 г. Изпратен в трудов лагер в областта Колима в североизточен Сибир. Работи като дървосекач, след това като геолог на нерудни полезни изкопаеми.
През 1946 – 1947 г. чрез усилията на Георги Димитров е освободен. Реабилитиран на 10 ноември 1955 г. Академик в БАН от 1958 г. В България е директор на Научноизследователския геоложки институт през 1960 – 1966 г. и председател на Националния комитет по геология през 1961 – 1969 г. Починал на 23 октомври 1990 г.

## Награди
- Димитровска награда (декември 1959, 24 август 1964),
- орден „Георги Димитров“ (1951, 1959, 1962, 1969, 1972),
- орден „Кирил и Методий“ първа степен (10 януари 1985).